# Campeonato de Fútbol Femenino de Primera División A 2016 (Argentina)
La versión femenina del Torneo 2016 fue el 38.° torneo de la Primera División del Fútbol Femenino de Argentina. Este comenzó el 25 de mayo y finalizó el 6 de agosto de 2016. Fue organizado por la Asociación del Fútbol Argentino (AFA).

## Ascensos y descensos
| \| Pos. \| Equipos descendidos en la temporada 2015 \| \| ---- \| ---------------------------------------- \| \| 11.º \| Villa San Carlos \| \| 12.º \| Luján \| \| 13.º \| Hebraica \| \| 14.º \| Excursionistas \| \| 15.º \| Ferro Carril Oeste \| \| 16.º \| Defensores del Chaco \| \| 17.º \| Almagro \| \| 18.º \| Liniers \| |                                          |
| Pos. | Equipos descendidos en la temporada 2015 |
| 11.º | Villa San Carlos                         |
| 12.º | Luján                                    |
| 13.º | Hebraica                                 |
| 14.º | Excursionistas                           |
| 15.º | Ferro Carril Oeste                       |
| 16.º | Defensores del Chaco                     |
| 17.º | Almagro                                  |
| 18.º | Liniers                                  |

En 2016 se crea la Primera División B, por lo que no hubo ascensos al no existir antes una segunda categoría. De esta manera, el número de participantes se redujo a 10.

## Equipos participantes
| Equipo        | Ciudad        |
| ------------- | ------------- |
| Boca Juniors  | Buenos Aires  |
| Estudiantes   | La Plata      |
| Huracán       | Buenos Aires  |
| Independiente | Avellaneda    |
| Platense      | Vicente López |
| Puerto Nuevo  | Campana       |
| River Plate   | Buenos Aires  |
| San Lorenzo   | Buenos Aires  |
| UAI Urquiza   | San Martín    |
| UBA           | Buenos Aires  |

### Distribución geográfica de los equipos
| Región                 | Cant. | Equipos                                               |
| ---------------------- | ----- | ----------------------------------------------------- |
| Ciudad de Buenos Aires | 5     | Boca Juniors, Huracán, River Plate, San Lorenzo y UBA |
| Conurbano bonaerense   | 4     | Independiente, Platense, Puerto Nuevo y UAI Urquiza   |
| Ciudad de La Plata     | 1     | Estudiantes                                           |

## Tabla de posiciones
| Pos. | Equipo           | Pts. | PJ | PG | PE | PP | GF | GC | Dif. |
| ---- | ---------------- | ---- | -- | -- | -- | -- | -- | -- | ---- |
| 01.º | UAI Urquiza      | 50   | 18 | 16 | 2  | 0  | 91 | 8  | 83   |
| 02.º | Boca Juniors     | 45   | 18 | 14 | 3  | 1  | 87 | 13 | 74   |
| 03.º | River Plate      | 42   | 18 | 13 | 3  | 2  | 65 | 11 | 54   |
| 04.º | San Lorenzo      | 38   | 18 | 12 | 2  | 4  | 67 | 20 | 47   |
| 05.º | UBA              | 19   | 18 | 5  | 4  | 9  | 25 | 54 | −29  |
| 06.º | Estudiantes (LP) | 18   | 18 | 5  | 3  | 10 | 24 | 46 | −22  |
| 07.º | Platense         | 15   | 18 | 4  | 3  | 11 | 16 | 77 | −61  |
| 08.º | Huracán          | 11   | 18 | 3  | 2  | 13 | 16 | 64 | −48  |
| 09.º | Independiente    | 10   | 18 | 2  | 4  | 12 | 13 | 57 | −44  |
| 10.º | Puerto Nuevo     | 9    | 18 | 3  | 0  | 15 | 17 | 71 | −54  |

|  | Campeón y clasificó a la Copa Libertadores Femenina 2018 |
|  | Descendido a la Segunda División.                        |

## Resultados

### Fecha 1
| 03-04-2016 14:00 | Boca Juniors | 6-0     | UBA | Complejo Casa Amarilla Pedro Pompilio, Ciudad de Buenos Aires |  |
|                  |              | Reporte |     |                                                               |  |

| 03-04-2016 15:30 | Platense | 3-2     | Puerto Nuevo | Predio Alejandro Mariani Dolán, Capital Federal, Ciudad de Buenos Aires |  |
|                  |          | Reporte |              |                                                                         |  |

| 03-04-2016 15:30 | River Plate | 4-0     | Independiente | Auxiliar Estadio La Plata, La Plata, Provincia de Buenos Aires |  |
|                  |             | Reporte |               |                                                                |  |

| 06-04-2016 15:30 | UAI Urquiza | 3-1     | San Lorenzo | Predio Rancho Taxco, Ezeiza, Provincia de Buenos Aires |  |
|                  |             | Reporte |             |                                                        |  |

| 05-05-2016 15:00 | Estudiantes La Plata | 4-0     | Huracán | Country Club de Estudiantes de La Plata, La Plata, Provincia de Buenos Aires |  |
|                  |                      | Reporte |         |                                                                              |  |

### Fecha 2
| 10-04-2016 12:00 | Boca Juniors | 4-1     | Estudiantes La Plata | Complejo Casa Amarilla Pedro Pompilio, Ciudad de Buenos Aires |  |
|                  |              | Reporte |                      |                                                               |  |

| 10-04-2016 15:30 | San Lorenzo | 1-1     | River Plate | Cancha Auxiliar San Lorenzo, Capital Federal, Ciudad de Buenos Aires |  |
|                  |             | Reporte |             |                                                                      |  |

| 05-05-2016 15:30 | UBA | 0-5     | UAI Urquiza | Predio Los Cardales, Los Cardales, Provincia de Buenos Aires |  |
|                  |     | Reporte |             |                                                              |  |

| 18-05-2016 13:30 | Puerto Nuevo | 0-2     | Huracán | Estadio Rubén Carlos Vallejos, Campana, Provincia de Buenos Aires |  |
|                  |              | Reporte |         |                                                                   |  |

| 19-05-2016 15:30 | Independiente | 2-2     | Platense | Predio Independiente - Complejo Santo Domingo, Avellaneda, Provincia de Buenos Aires |  |
|                  |               | Reporte |          |                                                                                      |  |

### Fecha 3
| 19-04-2016 15:30 | River Plate | 1-0     | UBA | Auxiliar Estadio La Plata, La Plata, Provincia de Buenos Aires |  |
|                  |             | Reporte |     |                                                                |  |

| 21-04-2016 15:30 | Huracán | 1-2     | Independiente | Cancha Auxiliar Huracán La Quemita, Capital Federal, Ciudad de Buenos Aires |  |
|                  |         | Reporte |               |                                                                             |  |

| 21-04-2016 15:30 | Estudiantes La Plata | 3-1     | Puerto Nuevo | Country Club de Estudiantes de La Plata, La Plata, Provincia de Buenos Aires |  |
|                  |                      | Reporte |              |                                                                              |  |

| 03-05-2016 20:00 | Platense | 0-8     | San Lorenzo | Predio Alejandro Mariani Dolán, Capital Federal, Ciudad de Buenos Aires |  |
|                  |          | Reporte |             |                                                                         |  |

| 12-05-2016 15:00 | UAI Urquiza | 2-1     | Boca Juniors | Predio Rancho Taxco, Ezeiza, Provincia de Buenos Aires |  |
|                  |             | Reporte |              |                                                        |  |

### Fecha 4
| 23-04-2016 15:30 | UBA | 4-0     | Platense | Predio Los Cardales, Los Cardales, Provincia de Buenos Aires |  |
|                  |     | Reporte |          |                                                              |  |

| 24-04-2016 14:30 | Independiente | 1-2     | Puerto Nuevo | Predio Independiente - Complejo Santo Domingo, Avellaneda, Provincia de Buenos Aires |  |
|                  |               | Reporte |              |                                                                                      |  |

| 24-04-2016 14:30 | San Lorenzo | 8-0     | Huracán | Cancha Auxiliar San Lorenzo, Capital Federal, Ciudad de Buenos Aires |  |
|                  |             | Reporte |         |                                                                      |  |

| 24-04-2016 15:30 | UAI Urquiza | 2-0     | Estudiantes La Plata | Predio Rancho Taxco, Ezeiza, Provincia de Buenos Aires |  |
|                  |             | Reporte |                      |                                                        |  |

| 26-05-2016 15:30 | Boca Juniors | 1-1     | River Plate | Complejo Casa Amarilla Pedro Pompilio, Ciudad de Buenos Aires |  |
|                  |              | Reporte |             |                                                               |  |

### Fecha 5
| 29-04-2016 15:30 | Estudiantes La Plata | 2-0     | Independiente | Country Club de Estudiantes de La Plata, La Plata, Provincia de Buenos Aires |  |
|                  |                      | Reporte |               |                                                                              |  |

| 30-04-2016 14:30 | Puerto Nuevo | 0-3     | San Lorenzo | Estadio Rubén Carlos Vallejos, Campana, Provincia de Buenos Aires |  |
|                  |              | Reporte |             |                                                                   |  |

| 30-04-2016 15:30 | Huracán | 3-5     | UBA | Cancha Auxiliar Huracán La Quemita, Capital Federal, Ciudad de Buenos Aires |  |
|                  |         | Reporte |     |                                                                             |  |

| 30-04-2016 16:00 | Platense | 0-4     | Boca Juniors | Predio Alejandro Mariani Dolán, Capital Federal, Ciudad de Buenos Aires |  |
|                  |          | Reporte |              |                                                                         |  |

| 02-05-2016 14:30 | River Plate | 0-2     | UAI Urquiza | Auxiliar Estadio La Plata, La Plata, Provincia de Buenos Aires |  |
|                  |             | Reporte |             |                                                                |  |

### Fecha 6
| 08-05-2016 15:00 | San Lorenzo | 5-0     | Independiente | Cancha Auxiliar San Lorenzo, Capital Federal, Ciudad de Buenos Aires |  |
|                  |             | Reporte |               |                                                                      |  |

| 08-05-2016 15:00 | UAI Urquiza | 10-0    | Platense | Predio Rancho Taxco, Ezeiza, Provincia de Buenos Aires |  |
|                  |             | Reporte |          |                                                        |  |

| 08-05-2016 15:00 | Boca Juniors | 4-0     | Huracán | Complejo Casa Amarilla Pedro Pompilio, Ciudad de Buenos Aires |  |
|                  |              | Reporte |         |                                                               |  |

| 08-05-2016 15:00 | River Plate | 3-0     | Estudiantes La Plata | Cancha Auxiliar Nº1 River, Capital Federal, Ciudad de Buenos Aires |  |
|                  |             | Reporte |                      |                                                                    |  |

| 08-05-2016 15:00 | UBA | 2-1     | Puerto Nuevo | Predio Los Cardales, Los Cardales, Provincia de Buenos Aires |  |
|                  |     | Reporte |              |                                                              |  |

### Fecha 7
| 15-05-2016 15:30 | Huracán | 0-2     | UAI Urquiza | Cancha Auxiliar Huracán La Quemita, Capital Federal, Ciudad de Buenos Aires |  |
|                  |         | Reporte |             |                                                                             |  |

| 15-05-2016 15:30 | Estudiantes La Plata | 1-3     | San Lorenzo | Country Club de Estudiantes de La Plata, La Plata, Provincia de Buenos Aires |  |
|                  |                      | Reporte |             |                                                                              |  |

| 15-05-2016 15:30 | Independiente | 2-4     | UBA | Predio Independiente - Complejo Santo Domingo, Avellaneda, Provincia de Buenos Aires |  |
|                  |               | Reporte |     |                                                                                      |  |

| 15-05-2016 15:30 | Puerto Nuevo | 0-6     | Boca Juniors | Estadio Rubén Carlos Vallejos, Campana, Provincia de Buenos Aires |  |
|                  |              | Reporte |              |                                                                   |  |

| 15-05-2016 16:00 | Platense | 0-2     | River Plate | Predio Alejandro Mariani Dolán, Capital Federal, Ciudad de Buenos Aires |  |
|                  |          | Reporte |             |                                                                         |  |

### Fecha 8
| 22-05-2016 15:30 | Platense | 2-0     | Estudiantes La Plata | Predio Alejandro Mariani Dolán, Capital Federal, Ciudad de Buenos Aires |  |
|                  |          | Reporte |                      |                                                                         |  |

| 22-05-2016 15:30 | River Plate | 4-0     | Huracán | Polideportivo CA River Plate (Predio Ezeiza), Ezeiza, Provincia de Buenos Aires |  |
|                  |             | Reporte |         |                                                                                 |  |

| 22-05-2016 15:30 | UBA | 0-5     | San Lorenzo | Estadio de Excursionistas, Capital Federal, Ciudad de Buenos Aires |  |
|                  |     | Reporte |             |                                                                    |  |

| 22-05-2016 15:30 | Boca Juniors | 7-0     | Independiente | Complejo Casa Amarilla Pedro Pompilio, Ciudad de Buenos Aires |  |
|                  |              | Reporte |               |                                                               |  |

| 22-05-2016 15:30 | UAI Urquiza | 1-0     | Puerto Nuevo | Estadio Ferro Carril Urquiza, General San Martín, Provincia de Buenos Aires |  |
|                  |             | Reporte |              |                                                                             |  |

### Fecha 9
| 28-05-2016 15:30 | Huracán | 0-2     | Platense | Cancha Auxiliar Huracán La Quemita, Capital Federal, Ciudad de Buenos Aires |  |
|                  |         | Reporte |          |                                                                             |  |

| 28-05-2016 15:30 | Independiente | 0-8     | UAI Urquiza | Complejo Wilde del Club Atlético Independiente, Avellaneda, Provincia de Buenos Aires |  |
|                  |               | Reporte |             |                                                                                       |  |

| 30-05-2016 15:30 | San Lorenzo | 1-1     | Boca Juniors | Cancha Auxiliar San Lorenzo, Capital Federal, Ciudad de Buenos Aires |  |
|                  |             | Reporte |              |                                                                      |  |

| 02-06-2016 15:30 | Estudiantes La Plata | 0-0     | UBA | Country Club de Estudiantes de La Plata, La Plata, Provincia de Buenos Aires |  |
|                  |                      | Reporte |     |                                                                              |  |

| 03-06-2016 15:30 | Puerto Nuevo | 0-5     | River Plate | Estadio Rubén Carlos Vallejos, Campana, Provincia de Buenos Aires |  |
|                  |              | Reporte |             |                                                                   |  |

### Fecha 10
| 05-06-2016 15:30 | UBA | 1-7     | Boca Juniors | Estadio de Excursionistas, Capital Federal, Ciudad de Buenos Aires |  |
|                  |     | Reporte |              |                                                                    |  |

| 08-06-2016 15:30 | San Lorenzo | 3-5     | UAI Urquiza | Cancha Auxiliar San Lorenzo, Capital Federal, Ciudad de Buenos Aires |  |
|                  |             | Reporte |             |                                                                      |  |

| 09-06-2016 15:00 | Independiente | 0-8     | River Plate | Predio Independiente - Complejo Santo Domingo, Avellaneda, Provincia de Buenos Aires |  |
|                  |               | Reporte |             |                                                                                      |  |

| 09-06-2016 19:00 | Huracán | 2-1     | Estudiantes La Plata | Cancha Auxiliar Huracán La Quemita, Capital Federal, Ciudad de Buenos Aires |  |
|                  |         | Reporte |                      |                                                                             |  |

| 17-06-2016 15:00 | Puerto Nuevo | 3-1     | Platense | Estadio Rubén Carlos Vallejos, Campana, Provincia de Buenos Aires |  |
|                  |              | Reporte |          |                                                                   |  |

### Fecha 11
| 12-06-2016 15:00 | River Plate | 3-1     | San Lorenzo | Cancha Auxiliar Nº1 River, Capital Federal, Ciudad de Buenos Aires |  |
|                  |             | Reporte |             |                                                                    |  |

| 12-06-2016 15:30 | Huracán | 4-1     | Puerto Nuevo | Cancha Auxiliar Huracán La Quemita, Capital Federal, Ciudad de Buenos Aires |  |
|                  |         | Reporte |              |                                                                             |  |

| 12-06-2016 15:30 | Estudiantes La Plata | 1-5     | Boca Juniors | Auxiliar Estadio La Plata, La Plata, Provincia de Buenos Aires |  |
|                  |                      | Reporte |              |                                                                |  |

| 12-06-2016 15:30 | UAI Urquiza | 11-0    | UBA | Estadio Ferro Carril Urquiza, General San Martín, Provincia de Buenos Aires |  |
|                  |             | Reporte |     |                                                                             |  |

| 12-06-2016 16:00 | Platense | 2-0     | Independiente | Predio Alejandro Mariani Dolán, Capital Federal, Ciudad de Buenos Aires |  |
|                  |          | Reporte |               |                                                                         |  |

### Fecha 12
| 17-06-2016 15:30 | Boca Juniors | 1-1     | UAI Urquiza | Complejo Casa Amarilla Pedro Pompilio, Ciudad de Buenos Aires |  |
|                  |              | Reporte |             |                                                               |  |

| 18-06-2016 15:30 | Independiente | 1-1     | Huracán | Predio Independiente - Complejo Santo Domingo, Avellaneda, Provincia de Buenos Aires |  |
|                  |               | Reporte |         |                                                                                      |  |

| 18-06-2016 15:30 | UBA | 0-4     | River Plate | Predio Los Cardales, Los Cardales, Provincia de Buenos Aires |  |
|                  |     | Reporte |             |                                                              |  |

| 20-06-2016 15:00 | San Lorenzo | 11-0    | Platense | Cancha Auxiliar San Lorenzo, Capital Federal, Ciudad de Buenos Aires |  |
|                  |             | Reporte |          |                                                                      |  |

| 20-06-2016 15:30 | Puerto Nuevo | 3-4     | Estudiantes La Plata | Estadio Rubén Carlos Vallejos, Campana, Provincia de Buenos Aires |  |
|                  |              | Reporte |                      |                                                                   |  |

### Fecha 13
| 25-06-2016 15:30 | Huracán | 0-1     | San Lorenzo | Cancha Auxiliar Huracán La Quemita, Capital Federal, Ciudad de Buenos Aires |  |
|                  |         | Reporte |             |                                                                             |  |

| 26-06-2016 15:00 | River Plate | 1-3     | Boca Juniors | Cancha Auxiliar Nº1 River, Capital Federal, Ciudad de Buenos Aires |  |
|                  |             | Reporte |              |                                                                    |  |

| 26-06-2016 15:30 | Puerto Nuevo | 1-2     | Independiente | Estadio Rubén Carlos Vallejos, Campana, Provincia de Buenos Aires |  |
|                  |              | Reporte |               |                                                                   |  |

| 26-06-2016 15:30 | Estudiantes La Plata | 1-10    | UAI Urquiza | Auxiliar Estadio La Plata, La Plata, Provincia de Buenos Aires |  |
|                  |                      | Reporte |             |                                                                |  |

| 26-06-2016 16:00 | Platense | 3-3     | UBA | Predio Alejandro Mariani Dolán, Capital Federal, Ciudad de Buenos Aires |  |
|                  |          | Reporte |     |                                                                         |  |

### Fecha 14
| 07-07-2016 15:00 | UAI Urquiza | 1-1     | River Plate | Predio Rancho Taxco, Ezeiza, Provincia de Buenos Aires |  |
|                  |             | Reporte |             |                                                        |  |

| 13-07-2016 15:30 | Independiente | 1-1     | Estudiantes La Plata | Complejo Wilde del Club Atlético Independiente, Avellaneda, Provincia de Buenos Aires |  |
|                  |               | Reporte |                      |                                                                                       |  |

| 13-07-2016 15:30 | San Lorenzo | 6-0     | Puerto Nuevo | Cancha Auxiliar San Lorenzo, Capital Federal, Ciudad de Buenos Aires |  |
|                  |             | Reporte |              |                                                                      |  |

| 28-07-2016 15:30 | UBA | 4-0     | Huracán | Estadio de Excursionistas, Capital Federal, Ciudad de Buenos Aires |  |
|                  |     | Reporte |         |                                                                    |  |

| 03-08-2016 15:30 | Boca Juniors | 11-0    | Platense | Complejo Casa Amarilla Pedro Pompilio, Ciudad de Buenos Aires |  |
|                  |              | Reporte |          |                                                               |  |

### Fecha 15
| 10-07-2016 15:30 | Independiente | 2-3     | San Lorenzo | Complejo Wilde del Club Atlético Independiente, Avellaneda, Provincia de Buenos Aires |  |
|                  |               | Reporte |             |                                                                                       |  |

| 10-07-2016 15:30 | Puerto Nuevo | 3-1     | UBA | Estadio Rubén Carlos Vallejos, Campana, Provincia de Buenos Aires |  |
|                  |              | Reporte |     |                                                                   |  |

| 10-07-2016 15:30 | Huracán | 3-4     | Boca Juniors | Cancha Auxiliar Huracán La Quemita, Capital Federal, Ciudad de Buenos Aires |  |
|                  |         | Reporte |              |                                                                             |  |

| 10-07-2016 15:30 | Estudiantes La Plata | 1-5     | River Plate | Auxiliar Estadio La Plata, La Plata, Provincia de Buenos Aires |  |
|                  |                      | Reporte |             |                                                                |  |

| 10-07-2016 16:30 | Platense | 0-7     | UAI Urquiza | Predio Alejandro Mariani Dolán, Capital Federal, Ciudad de Buenos Aires |  |
|                  |          | Reporte |             |                                                                         |  |

### Fecha 16
| 16-07-2016 15:00 | UAI Urquiza | 15-0    | Huracán | Predio Rancho Taxco, Ezeiza, Provincia de Buenos Aires |  |
|                  |             | Reporte |         |                                                        |  |

| 16-07-2016 15:30 | UBA | 0-0     | Independiente | Predio Los Cardales, Los Cardales, Provincia de Buenos Aires |  |
|                  |     | Reporte |               |                                                              |  |

| 17-07-2016 13:00 | Boca Juniors | 13-0    | Puerto Nuevo | Complejo Casa Amarilla Pedro Pompilio, Ciudad de Buenos Aires |  |
|                  |              | Reporte |              |                                                               |  |

| 17-07-2016 15:00 | San Lorenzo | 4-0     | Estudiantes La Plata | Cancha Auxiliar San Lorenzo, Capital Federal, Ciudad de Buenos Aires |  |
|                  |             | Reporte |                      |                                                                      |  |

| 17-07-2016 15:30 | River Plate | 7-1     | Platense | Cancha Auxiliar Nº1 River, Capital Federal, Ciudad de Buenos Aires |  |
|                  |             | Reporte |          |                                                                    |  |

### Fecha 17
| 24-07-2016 15:30 | Estudiantes La Plata | 3-0     | Platense | Auxiliar Estadio La Plata, La Plata, Provincia de Buenos Aires |  |
|                  |                      | Reporte |          |                                                                |  |

| 24-07-2016 15:30 | Huracán | 0-6     | River Plate | Cancha Auxiliar Huracán La Quemita, Capital Federal, Ciudad de Buenos Aires |  |
|                  |         | Reporte |             |                                                                             |  |

| 24-07-2016 15:30 | San Lorenzo | 2-0     | UBA | Cancha Auxiliar San Lorenzo, Capital Federal, Ciudad de Buenos Aires |  |
|                  |             | Reporte |     |                                                                      |  |

| 24-07-2016 15:30 | Independiente | 0-5     | Boca Juniors | Complejo Wilde del Club Atlético Independiente, Avellaneda, Provincia de Buenos Aires |  |
|                  |               | Reporte |              |                                                                                       |  |

| 24-07-2016 15:30 | Puerto Nuevo | 0-5     | UAI Urquiza | Estadio Rubén Carlos Vallejos, Campana, Provincia de Buenos Aires |  |
|                  |              | Reporte |             |                                                                   |  |

### Fecha 18
| 31-07-2016 11:00 | Boca Juniors | 4-1     | San Lorenzo | Complejo Casa Amarilla Pedro Pompilio, Ciudad de Buenos Aires |  |
|                  |              | Reporte |             |                                                               |  |

| 31-07-2016 15:30 | River Plate | 9-0     | Puerto Nuevo | Cancha Auxiliar Nº1 River, Capital Federal, Ciudad de Buenos Aires |  |
|                  |             | Reporte |              |                                                                    |  |

| 31-07-2016 15:30 | UAI Urquiza | 1-0     | Independiente | Predio Rancho Taxco, Ezeiza, Provincia de Buenos Aires |  |
|                  |             | Reporte |               |                                                        |  |

| 06-08-2016 15:30 | UBA | 1-1     | Estudiantes La Plata | Complejo Casa Amarilla Pedro Pompilio, Ciudad de Buenos Aires |  |
|                  |     | Reporte |                      |                                                               |  |

| 06-08-2016 17:30 | Platense | 0-0     | Huracán | Predio Alejandro Mariani Dolán, Capital Federal, Ciudad de Buenos Aires |  |
|                  |          | Reporte |         |                                                                         |  |